# Тальхайм, Бернхард
Бернхард Карл Тальхайм (род. 10 марта 1952 года в Радебойле) — немецкий учёный-компьютерщик и профессор по информационным системам Кильского университета, известен концептуальным моделированием и теоретическим основополагающим вкладом.

## Биография
Родился в Радебойле недалеко от Дрездена, ГДР. В 1975 году Тальхайм получил степень магистра по математике и информатике в Дрезденском техническом университете, в 1979 году защитил кандидатскую диссертацию по дискретной математике в Московском государственном университете имени Ломоносова, а в 1985 году прошёл хабилитацию по теоретической информатике в Дрезденском техническом университете.
С 1986 по 1989 год Тальхайм был доцентом в Дрезденском техническом университете. В 1989 году он перешёл в Ростокский университет, где был профессором до 1993 года. С 1993 по 2003 год он был деканом и профессором в Бранденбургском техническом университете, а с 2003 года он является профессором Кильского университета. Тальхайм был приглашённым профессором в Кувейтском университете, Альпийско-адриатическом университете Клагенфурта, Институте математики им. Альфреда Реньи Венгерской академии наук и Университете Мэсси, Новая Зеландия.
Тальхайм получил ряд наград за свои достижения в области разработки информационных систем. В 2005 году он стал почётным профессором Московского государственного университета имени Ломоносова. 22 октября 2008 года получил премию Питера Чена от компании Elsevier за исследование ER-модели. Является основателем немецкого отделения ассоциации DAMA, редактором нескольких научных журналов, а также членом консультативного совета Dataport.

## Научная деятельность
Основополагающий вклад Тальхайма в теорию и науку концептуального моделирования заключается в исследовании расширенной ER-модели, зависимости в реляционных базах данных, а также участии в создании справочника по концептуальному моделированию. Тальхайм способствовал формализации и теоретическому подходу к концептуальному моделированию.
ER-модель высшего порядка (Higher Order Extended Entity-relationship model) в реляционных базах данных служит основой для многих системных аналитических и проектных методологий, CASE и систем репозитория. Модель HERM является основой для широкого круга коммерческих проектов в Германии и Европе и обычно упоминается со ссылкой на основы систем управления базами данных и ER-модели. Подход Тальхайма был признан одной из лучших методологий для разработки баз данных.
Автор 316 научных публикаций.

## Труды
- 2011. Handbook of Conceptual Modeling: Theory, Practice, and Research Challenges. With David W. Embley(eds.), Springer ISBN 978-3642158643
- 2011. Semantics in Data and Knowledge Bases. With Klaus-Dieter Schewe (eds.), 4th International Workshops, SDKB 2010, Bordeaux, France, July 5, 2010, Revised Selected Papers Springer.
- 2010. Advances in Databases and Information Systems — 14th East European Conference. With Barbara Catania, and Mirjana Ivanovic (eds.), ADBIS 2010, Novi Sad, Serbia, September 20—24, Proceedings Springer.
- 2008. Semantics in Data and Knowledge Bases. With Klaus-Dieter Schewe (eds.), Third International Workshop, SDKB 2008, Nantes, France, March 29, 2008, Revised Selected Papers Springer.
- 2008. Web Information Systems Engineering — WISE 2008. With James Bailey, David Maier, Klaus-Dieter Schewe, and Xiaoyang Sean Wang (eds.), 9th International Conference, Auckland, New Zealand, September 1-3, 2008. Proceedings Springer.
- 2007. Conceptual Modeling — ER 2007. With Christine Parent, Klaus-Dieter Schewe, and Veda C. Storey (eds.), 26th International Conference on Conceptual Modeling, Auckland, New Zealand, November 5—9, 2007, Proceedings Springer.
- 2004. Abstract State Machines 2004. Advances in Theory and Practice. with Wolf Zimmermann(eds.) 11th International Workshop, ASM, Lutherstadt Wittenberg, Germany, May 24—28, 2004. Proceedings Springer,
- 2004. Web Information Systems. With Christoph Bussler, Suk-ki Hong, Woochun Jun, Roland Kaschek, Kinshuk, Shonali Krishnaswamy, Seng Wai Loke, Daniel Oberle, Debbie Richards, Amit Sharma, and York Sure (eds.), WISE 2004 International Workshops, Brisbane, Australia, November 22—24, 2004. Proceedings Springer.
- 2003. Semantics in Databases. With Leopoldo E. Bertossi, Gyula O. H. Katona, and Klaus-Dieter Schewe (eds.), Second International Workshop, Dagstuhl Castle, Germany, January 7—12, 2001, Revised Papers Springer.
- 2003. Advances in Databases and Information Systems. With Leonid A. Kalinichenko, Rainer Manthey, and Uwe Wloka (eds.),7th East European Conference, ADBIS 2003, Dresden, Germany, September 3—6, 2003, Proceedings Springer.
- 2000. Entity-Relationship Modeling Foundations of Database Technology. Springer, Berlin 2000, ISBN 3-540-65470-4.
- 2000. Current Issues in Databases and Information Systems, East-European Conference on Advances in Databases and Information Systems. With Julius Stuller, Jaroslav Pokorný, and Yoshifumi Masunaga (eds.), Held Jointly with International Conference on Database Systems for Advanced Applications, ADBIS-DASFAA 2000, Prague, Czech Republic, September 5—8, 2000, Proceedings Springer.
- 2000. Foundations of Information and Knowledge Systems. With Klaus-Dieter Schewe (eds.), First International Symposium, FoIKS 2000, Burg, Germany, February 14—17, 2000, Proceedings Springer.
- 1999. Conceptual Modeling: Current Issues and Future Directions (Lecture Notes in Computer Science) With Peter Chen, Jacky Akoka, and Hannu Kangassalo (eds.).
- 1991. Dependencies in relational databases. published by Teubner.
- 1989. Practical Database Design Methodologies. Kuwait University Press.